# Mark 82
A Mark 82 (Mk 82) é uma bomba de queda livre e baixo arrasto, parte da série americana Mark 80. Com um peso de 272 kg, é a menor destas bombas em serviço e uma das mais comuns em todo o mundo.
Apesar do surgimento das bombas guiadas com alto poder de precisão, esta é uma arma de baixo custo, para ser usada contra alvos não prioritários ou pouco defendidos. Ela reúne em um único artefato um grande efeito de sopro resultante da explosão e alta temperatura de detonação. 
Aeronaves modernas conseguem alto grau de acerto com este tipo de arma, pois compensam automaticamente variáveis de lançamento como o vento e a velocidade da aeronave.
Embora o peso das Mk 82 seja de 227 kg, este varia consideravelmente dependendo da sua configuração, de 232 kg a 259 kg. Sua ogiva possui 87 kg de Tritonal. A Mk 82 possui várias configurações de fusíveis e retardadores para diferentes propósitos.
Podem ser equipadas com um kit similar ao JDAM (guiadas por GPS/INS) ou Paveway (guiadas a laser), tornando-se bombas inteligentes.
O Brasil fabrica BAFG-230 (Bomba Aérea de Fins Gerais de 230kg), similar a Mk 82. Estas são usadas nos F-5 e AMX da Força Aérea Brasileira.